# Sándor Prokopp
Sándor Prokopp (ur. 7 maja 1887 w Koszycach, zm. 4 listopada 1964 w Budapeszcie) – węgierski strzelec sportowy specjalizujący się w konkurencjach karabinowych, mistrz olimpijski ze Sztokholmu.
Urodzony w niegdysiejszej Kassie (dzisiejsze Koszyce), Prokopp już jako dziecko przeniósł się do Budapesztu. Jako student prawa wygrał uniwersyteckie mistrzostwa Węgier w strzelaniu z karabinu, co pozwoliło mu na wyjazd na jego pierwsze igrzyska olimpijskie. Podczas igrzysk w Londynie w 1908 roku zajął 43. miejsce (na pięćdziesięciu zawodników) w strzelaniu z karabinu dowolnego w trzech postawach. Cztery lata później rezultat Węgra był zgoła inny. W dalszym ciągu mało znany Prokopp zdeklasował faworytów ze Stanów Zjednoczonych i Szwecji. Osiemnastoletni Szwed Nils Romander, faworyt gospodarzy prowadzący przed ostatnim strzałem, z powodu nerwów spudłował, zaś Węgier strzelił dziesiątkę i zdobył złoto.
Prokopp wystartował na igrzyskach jeszcze raz. Podczas VIII Letnich Igrzysk Olimpijskich rozgrywanych w 1924 roku w Paryżu Węgier wziął udział w trzech konkurencjach. W strzelaniu z pistoletu szybkostrzelnego zajął ostatnie 53. miejsce, w strzelaniu z karabinu dowolnego w pozycji leżącej – 55. miejsce, zaś w drużynowym konkursie strzelania z karabinu dowolnego ekipa Węgierska nie ukończyła zawodów.
Prokopp był aktywny w organizacjach sportowych, pisał o sporcie i zajmował się treningiem młodych zawodników. Ukończył również studia doktoranckie z prawa.